# Luna, Novi Meksiko
Luna je popisom određeno mjesto i neuključeno područje u okrugu Catronu u američkoj saveznoj državi Novom Meksiku. Prema popisu stanovništva SAD 2010. u mjestu je živjelo 158 stanovnika.

## Zemljopis
Nalazi se na 33°49′08″N 108°57′16″W / 33.8189419°N 108.9545153°W 
Prema Uredu SAD-a za popis stanovništva, zauzima 14,41 km2 površine, od čega 14,39 suhozemne.
Nalazi se na rijeci San Franciscu i autocesti br. 180, 11 km istočno od granice s Arizonom i 32 km sjeverozapadno od okružnog sjedišta Reservea.

## Povijest
U 19. stoljeću bila je dio velikih zemalja don Salomona Lune. Dolinom su dominirali ovčarski rančevi. Kratko je vrijeme bilo sklonište odmetnicima. Mormonski rančeri naselili su se 1883. u ovaj kraj. Kraj je bio metom napada Chiricahua Apača sve dok se nije predao Geronimo. Naselje je dobilo ime prema don Salomonu Luni.
Poštanski je ured djelovao od 1882. do 1883. godine i odatle je išla pošta ka Socorru.

## Kultura
Vidi članak Mormoni u Novom Meksiku.
"Mormonski pionirski dan" obilježava se u subotu koja je vremenski najbliža 24. srpnja. Obilježava se na seoskim terenima za rodeo, povorkom, rodeom i plesom.

## Stanovništvo
Prema podatcima popisa 2010. ovdje je bilo 158 stanovnika, 65 kućanstava od čega 50 obiteljskih, a stanovništvo po rasi bili su 91,8% bijelci, 0,0% "crnci ili afroamerikanci", 0,0% "američki Indijanci i aljaskanski domorodci", 0,0% Azijci, 0,0% "domorodački Havajci i ostali tihooceanski otočani", 3,2% ostalih rasa, 5,1% dviju ili više rasa. Hispanoamerikanaca i Latinoamerikanaca svih rasa bilo je 14,6%.

## Vanjske poveznice
- Banks, Phyllis Eileen (30 December 2002) "Luna — holding on to history"  Arhivirana inačica izvorne stranice od 28. rujna 2007. (Wayback Machine) Southern New Mexico